# Carl Løffler
Carl Johan Albrecht Løffler (23. juli 1810 i København – 28. juli 1853) var en dansk dekorationsmaler, bror til Christian og far til Emma Løffler.
Han var søn af malermester Johan Carl Albrecht Løffler (1778 - 16. maj 1835) og Martha Marie Dorothea født Fiedler (1787-1867). Samtidig med, at han var i malerlære, trådte han i 1825 ind i Kunstakademiets skoler, blev 1836 elev af modelskolen, vandt 1837 den lille sølvmedalje i modelskolen og blev året efter malermester med udmærkelse. Han udstillede i 1837 et figurbillede, En tobaksryger, som blev købt af Kunstforeningen, men helligede sig for øvrigt med særlig iver til dekorationsmaleriet. I 1838 dekorerede han fire værelser for grosserer Hans Puggaard og et for daværende professor N.C.L. Abrahams i pompejansk stil. Da han året efter bad om Akademiets anbefaling for at kunne søge rejseunderstøttelse, erklærede dette ham for "en med fin Smag og ualmindelig Duelighed i flere Retninger begavet Kunstner i det hos os hidtil sjældent udøvede Dekorationsfag". Efter at en vis sum af Fonden ad usus publicos 1840 var gået over til Akademiets rådighed, fik han 600 rigsbankdaler til at rejse udenlands for, og året efter et tillæg af 300 rigsbankdaler. Han var næsten udelukkende i Italien og der en længere tid i Neapel, for at kunne studere udgravningerne ved Herculaneum og Pompeji, hvorfra han i januar 1842 hjembragte en mængde studier, som Akademiet så med tilfredshed.
Efter hjemkomsten lagde Løffler sig tillige efter glasmaleri og konkurrerede i 1845 til den Neuhausenske Præmie med en prøve i dette fag. Han vandt vel ikke præmien, men Akademiet tilkendegav ham særlig ros for hans arbejde. Der blev bestilt to glasmalerier hos ham til Christian IV's Kapel i Roskilde Domkirke, men da de ikke syntes at passe til Heinrich Eddeliens dekoration, kom de først til anvendelse ved Frederiksborg Slots genopførelse efter branden, idet de, da kirken var færdig, fik plads bag det mindre orgel i slotskirken der. I 1846 blev han efter Caspar Peter Kongslev lærer ved ornamentskolen i Akademiet, og efter våbenmaler Ole Larsens død i 1852 blev han tillige våbenmaler ved Ordenskapitlet, men allerede den 28. juli 1853 døde han under koleraepidemien, nylig fyldt 43 år.
Han blev den 23. november 1832 gift i København med Wilhelmine Louise Ludovika Hacke (26. marts 1810 smst. - 23. februar 1900 smst.), datter af toldbetjent Johann Julius Ludvig Hacke og Jacobine Christine født Ging.
Han er begravet på Assistens Kirkegård.

## Værker
- Ved Furesøen (1829)
- En tobaksryger (1834 eller 1837)
- Markedsscene
- Portræt af skuespillerinden Anna Nielsen (ca. 1835, Teatermuseet i Hofteatret)
- Dekoration af fire værelser i grosserer Hans Puggaards hjem i København (1838)
- Dekoration af et værelse i professor N.C.L. Abrahams' hjem i København (1838)
- To glasmalerier til Christian IV's Kapel i Roskilde Domkirke (Frederiksborg Slotskirke, glarmesterarbejde af Peter Didrik Weinreich Fischer)
- Udsmykning af lofterne i korridorerne i stueetagen og på 1. sal samt i værelserne 10, 24, 28 i Thorvaldsens Museum